# Asiadapis
Asiadapis — рід адапіформних приматів, що жили в сланцевій формації Камбей в Індії в ранньому еоцені (іпр). Він має два відомі види, Asiadapis cambayensis і Asiadapis tapiensis.